# Biggleswade
Biggleswade est une ville du Bedfordshire, en Angleterre. Au recensement de 2001, sa population était de 15 383 habitants.

## Économie
Le siège de l'entreprise de céréales Jordans est situé à Biggleswade.

## Jumelage
- Erlensee (Allemagne) depuis le 30 avril 2000[1]

## Personnalités
- Henry Ryland (1856-1924), peintre, décorateur et dessinateur, est né à Biggleswade.